# Saint-Agnan (Yonne)
Saint-Agnan – miejscowość i gmina we Francji, w regionie Burgundia-Franche-Comté, w departamencie Yonne.
Według danych na rok 1990 gminę zamieszkiwało 727 osób, a gęstość zaludnienia wynosiła 55 osób/km² (wśród 2044 gmin Burgundii Saint-Agnan plasuje się na 329. miejscu pod względem liczby ludności, natomiast pod względem powierzchni na miejscu 736.).